# Église Saint-Nicolas de Civray
L'église Saint-Nicolas est une église catholique située à Civray, commune du département de la Vienne, en région Nouvelle-Aquitaine, en France. C'est l'un des édifices majeurs de l'art roman en Poitou.

## Histoire et description
Saint-Nicolas de Civray est une église du XIIe siècle à façade saintongeaise rectangulaire richement sculptée sur deux étages de trois arcades, limitée par deux clochetons d'angle. Ces clochetons couverts d'écailles ont été ajoutés au XIXe siècle.
Il est rare, en Poitou, que l'agencement de la façade corresponde à l'articulation intérieure de l'église. Saint-Nicolas en offre, pourtant, un bel exemple. En effet, les arcatures aveugles du deuxième étage, alignées au même niveau, répondent par leur position aux trois nefs de l'église-halle.
L'église est classée au titre des monuments historiques dès la première liste de 1840 ; les terrains attenants sont classés le 30 juillet 1934.
L'église Saint-Nicolas est construite en moyen appareil ocré et régulier en façade, et en appareil irrégulier sur les flancs.

### Son plan
Le plan de l'église est traditionnel pour une église romane. Ainsi, il se retrouve dans une soixantaine d'églises en Poitou. Il prend la forme d'une croix latine avec une nef et deux collatéraux, un transept saillant sur lequel ont été ajoutées deux absidioles, et un chœur d'une travée qui se termine par une abside.

### Aspect extérieur

#### La façade occidentale - vue d'ensemble

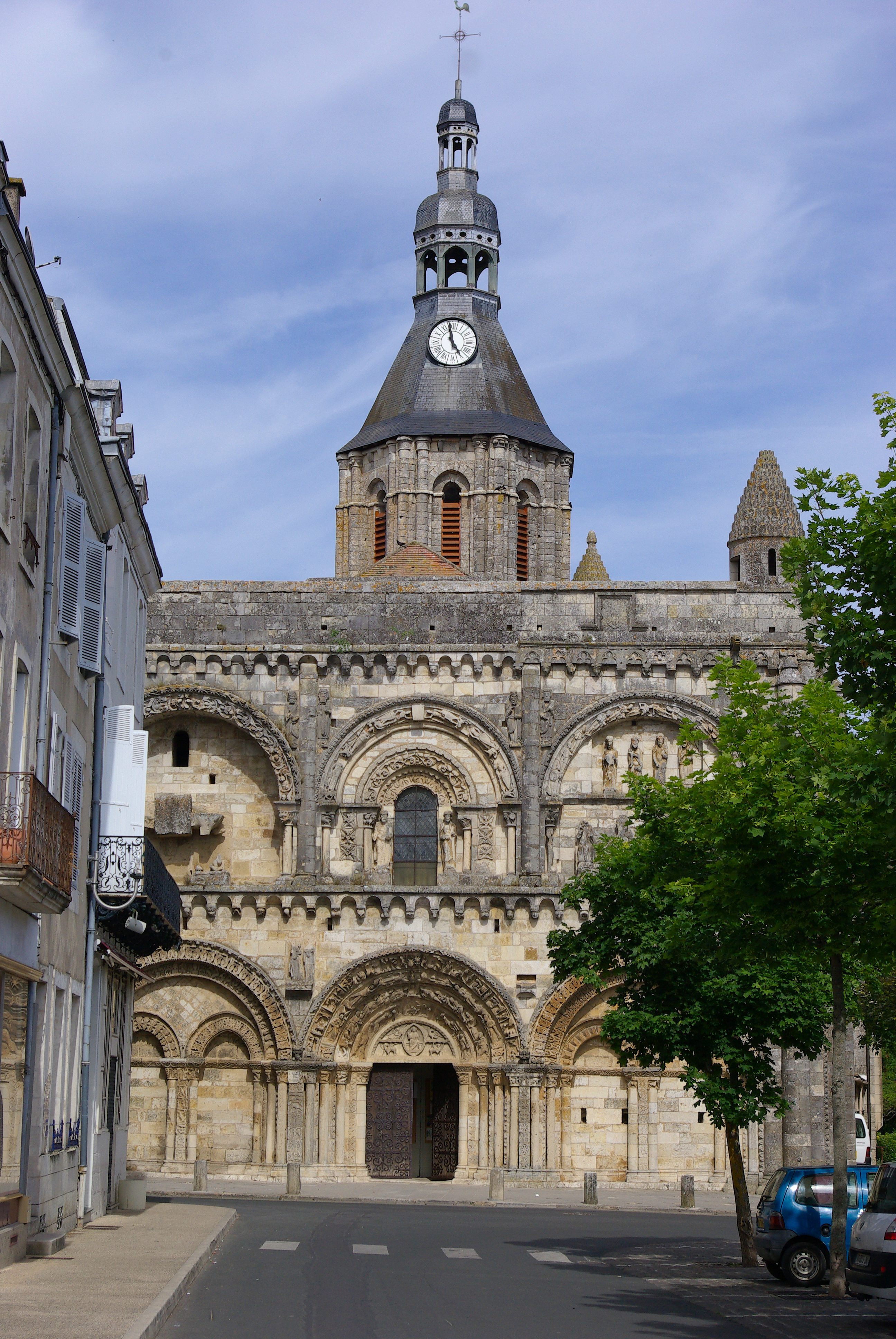
Saint-Nicolas de Civray.

Le principal intérêt de l'église Saint-Nicolas de Civray réside dans sa façade occidentale, même si cette dernière a souffert du temps et des hommes. Elle présente toujours, au début du XXIe siècle, un ensemble décoratif et iconographique d'une grande richesse et d'une remarquable qualité.
Cette façade est, avec celle de la collégiale Notre-Dame-la-Grande de Poitiers, une des façades d'église de l'époque romane du Poitou les plus riches.
Sa façade-écran rectangulaire, flanquée de deux faisceaux de colonnes, est plus large que haute : 19 mètres de largeur pour 14 mètres de hauteur.
La façade est rythmée verticalement par trois travées d'arcatures et horizontalement par des corniches saillantes formées d'une succession de petits arcs reposant sur des modillons. Ces derniers offrent des surfaces qui permettent aux sculpteurs romans de laisser libre cours à leur imagination : têtes d'animaux sauvages (aigle, renard tenant un fromage dans sa gueule) ou domestiques (une vache aux cornes très reconnaissables), diablotins, têtes humaines, très réalistes, présentées de face et toutes différentes, grimaçantes, difformes ou souriantes. À noter, le visage d'une femme aux longs cheveux, vue de profil, avec deux dés sculptés devant elle.
La façade accuse une forte horizontalité du fait de l'absence d'un pignon triangulaire qui lui aurait donné de l'élan.

#### Restauration de la façade
Au XIXe siècle, la façade occidentale présente deux pathologies : la partie basse est altérée par des remontées capillaires d'eau, la partie haute au niveau du pignon est désolidarisée de la voûte de la première travée et penche vers l'ouest. Pour traiter ces problèmes trois architectes ont été successivement consultés entre 1838 et 1840. L'architecte voyer J. Serpt est consulté en septembre 1838. Il propose de remplacer les pierres endommagées et d'accrocher la façade aux murs gouttereaux par des tirants. Les travaux ne sont pas entrepris immédiatement et l'église subit les crues de la Charente pendant l'hiver 1839-1840. L'architecte départemental de la Vienne Dulin a proposé un nouveau devis en décembre 1840 reprenant les solutions de son prédécesseur. L'église est classée au titre des monuments historiques en 1840. Le ministre de l'Intérieur et des Cultes charge Maximilien Lion d'une mission pour la Commission des monuments historiques. Il se rend sur le chantier au début de l'année 1841. Dans son rapport, il écrit que l'origine des pathologies vient du chéneau situé à l'arrière du parapet qui avait pris l'eau avec des maçonneries gorgées d'eau. Il déconseille la pose de tirants, propose de couler du lait de chaux dans le corps du mur et de rejointoyer la totalité des blocs de la façade après les avoir brossés. Dulin s'opposant à la dépose des tirants, un autre architecte, membre de la Commission des monuments historiques, est missionné : Auguste Caristie. Dans son rapport du 12 novembre 1841 il écrit que les maçonneries de la façade ne sont pas en assez bon état pour être ancrées sur les murs gouttereaux et qu'il faut d'abord les restaurer. Il est décidé de restaurer la partie basse par des reprises en sous-œuvre, de déposer et de remonter le registre supérieur de la façade, de poser des tirants reliant la façade aux piliers orientaux de la première travée, de consolider la voûte de la première travée et de rejointoyer la façade. Le chantier est repris le 15 juillet 1842 sous la direction de Maximilien Lion. Les travaux sont confiés à J.-B. Barles, sculpteur, mouleur et appareilleur.
Lors du démontage de la façade en 1842, il a été possible de constater la présence de nombreuses traces de polychromie, notamment des bleus et des rouges. Les sculptures étaient donc peintes.

#### Le rez-de-chaussée

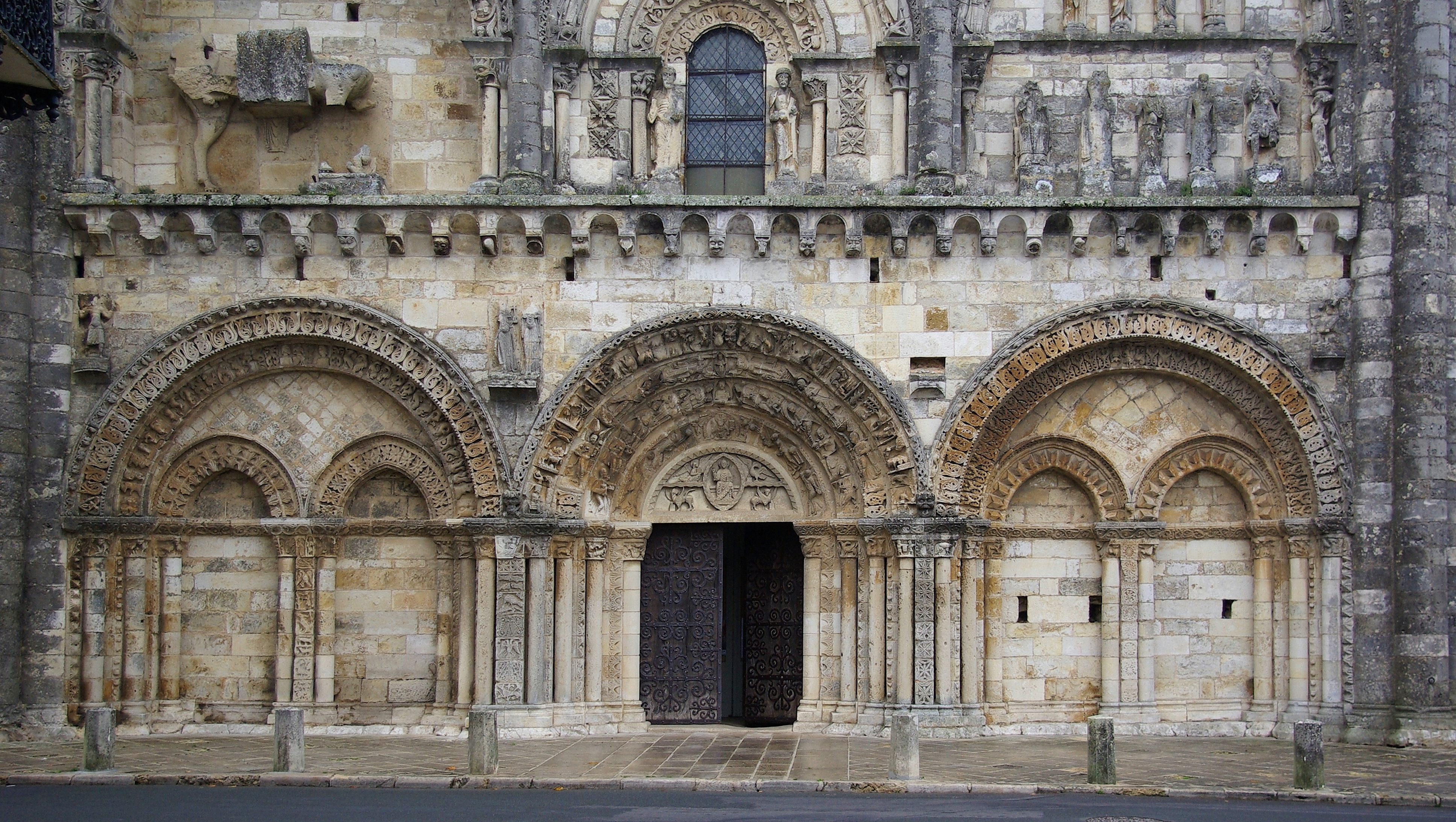
Façade : le rez-de-chaussée.

##### Le portail
[[Fichier:|vignette|centre|redresse=1.5|Le portail.]]
Le portail comporte quatre voussures :
- la première voussure, entourant le tympan, représente en son centre le Christ entouré des symboles des Évangélistes: l'ange pour Matthieu, le lion pour Marc, l'aigle pour Jean et le taureau pour Luc. De part et d'autre, des anges adorateurs l'encensent. La figure du Christ dans la mandorle est très endommagée. Le Christ est représenté en train de bénir et de présenter le livre des évangiles. Le tympan, quant à lui, date de 1858. Il est l’œuvre de Pierre-Amédée Brouillet. Il est incongru car l'art roman poitevin ignore totalement ce genre d'élément architectural. Sur le tympan comme sur la voussure, le Christ est assis. Il est dans une auréole elliptique. Il tient dans sa main gauche, la Bible. Il bénit de sa main droite à la manière latine. Il est entouré des quatre Évangélistes ailés. Cette iconographie est tirée de l'Apocalypse de Jean. C'est l'une des trois visions de Dieu ou Théophanie. Elle représente, donc, le Christ en majesté entouré du tétramorphe et, certaines fois d'un chœur composés de 24 vieillards (ou plus ou moins selon l'espace disponible). Dans la représentation traditionnelle, le Christ, comme ici sur le tympan, est sculpté dans une mandorle. Les quatre animaux qui symbolisent les quatre Évangélistes sont regroupés autour de lui et le regardent ;
- la deuxième voussure raconte la parabole des vierges sages et des vierges folles. Le Christ — l'époux — dans une demi-mandorle est entouré, à gauche des cinq vierges sages et à droite des cinq vierges folles. Cette parabole est rapportée dans l'Évangile selon Matthieu. Les vierges sages symbolisent les élus. Les vierges folles représentent les damnés. L'époux figure le Christ. Le Jugement dernier est associé à cette parabole qui se retrouve souvent sur les cathédrales gothiques, comme à Strasbourg ;
- la troisième voussure présente l'Assomption de la Vierge Marie. La Vierge, dans une mandorle, est portée au ciel par des anges. L'Assomption de la Vierge est un thème iconographique qui s'est développé à partir du XIIIe siècle ;
- la quatrième voussure montre les travaux des mois et les signes du zodiaque correspondants. Cette iconographie est souvent présente en cet endroit pour illustrer le caractère universel de l'histoire sainte. Dans l'imagerie romane, malgré leur origine païenne, les signes du zodiaque trouvent leur place comme présence du ciel. Aux douze mois de l'année correspondent douze travaux ou activités auxquels sont liées des correspondances célestes. C'est une manière de donner au temps profane et aux simples occupations humaines une dimension cosmique et spirituelle. L'ascension vers le ciel se construit dès la vie d'ici-bas :
  - janvier et février : les deux mois sont représentés par deux hommes assis, l'un dans un fauteuil et l'autre de face, ses bottes posées à côté de lui. Ils symbolisent et illustrent le temps du repos de la terre, en hiver ;
  - mars : c'est la période de la taille de la vigne, symbole du renouveau et de l'arrivée du printemps ;
  - avril : c'est le temps des labourages ;
  - mai : la scène très dégradée est peu lisible ;
  - juin : c'est le moment de la fenaison ;
  - juillet : c'est le mois de la moisson ;
  - août : c'est le moment pour le battage du grain ;
  - septembre : c'est la saison des vendanges ;
  - octobre : c'est le mois de la glandée ;
  - novembre : les bœufs sont rentrés à l'étable ;
  - décembre : c'est le temps de la fête, la table est parée pour un festin.

Le recours simultané aux deux formes d'agencement (radial et tangentiel) des figures témoigne d'une étroite parenté avec le portail occidental de l'église Saint-Pierre d'Aulnay. Ce dernier servit, en effet, de modèle pour de nombreux portails du Poitou et de la Saintonge.
La porte en bois avec ses pentures, a été réalisée par Pierre Amédée Brouillet (1826-1901).

##### Les arcatures encadrant le portail

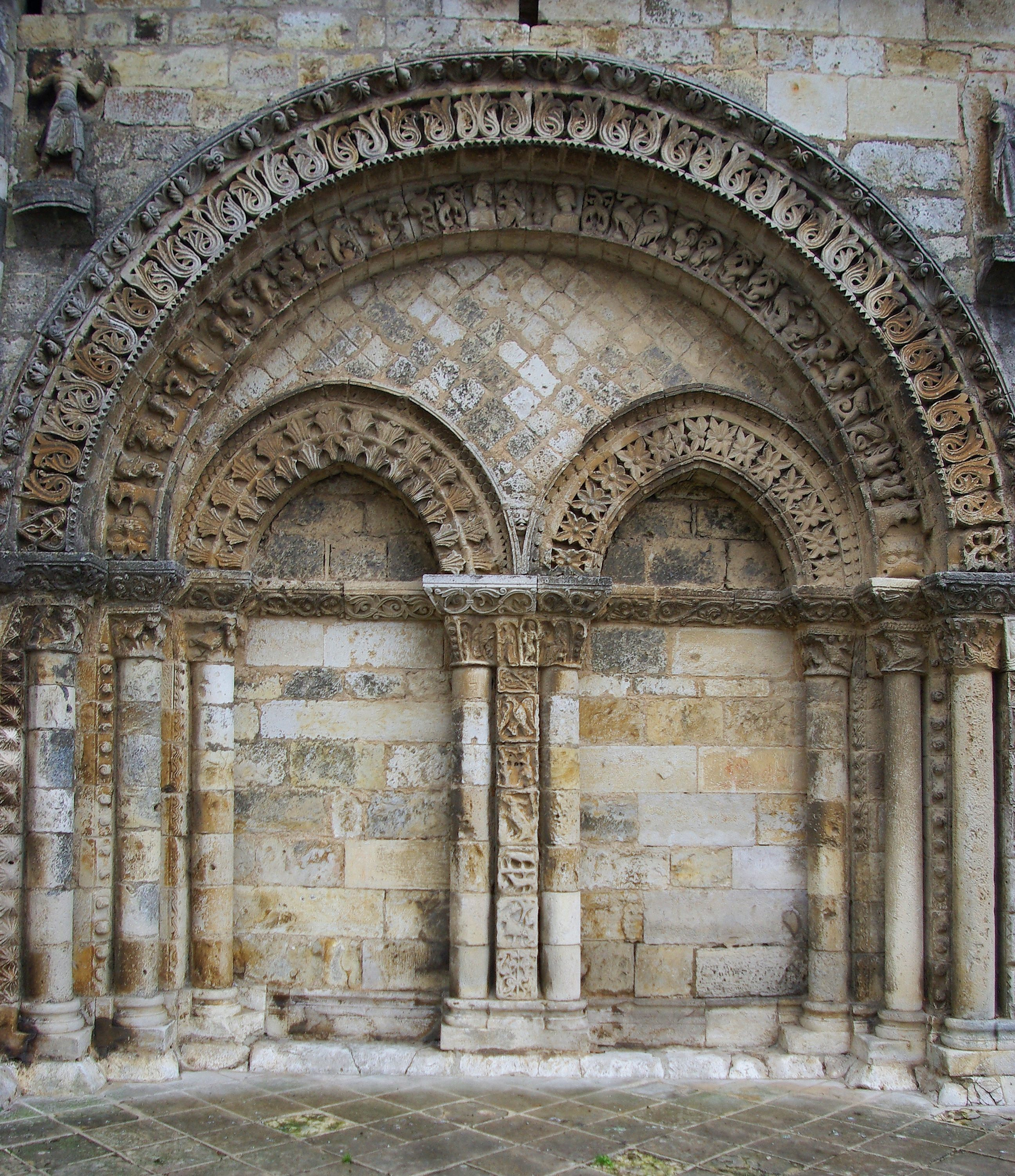
L'arcature gauche (nord).

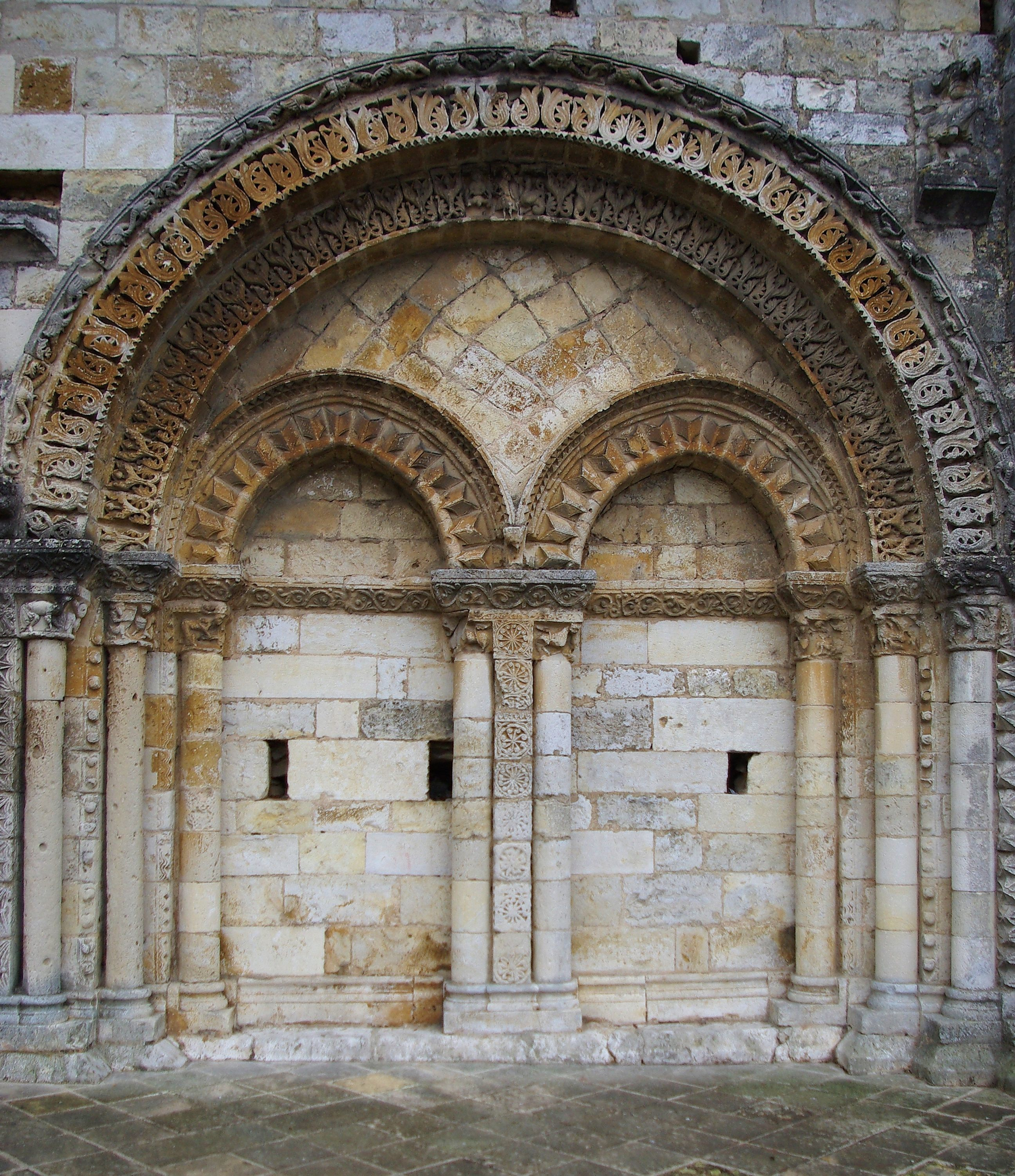
L'arcature droite (sud).

L'intérieur des deux arcatures géminées encadrant le portail est richement décoré. Parmi ce décor caractérisé par des motifs géométriques très soignés, il est possible de reconnaitre quelques scènes bibliques :
- Samson et le lion. Cette scène est située sur un chapiteau de la grande arcature de gauche. Le thème de Samson combattant le lion est une des scènes les plus représentées de la légende de Samson. Samson, d'une force surhumaine grâce à sa chevelure, réalise comme premier exploit de tuer à mains nues, un lion en lui écartant les mâchoires et en le déchirant de ses propres mains ;
- Jésus marchant sur les eaux du lac de Tibériade. Cette scène est située au-dessus d'un pied-droit du portail. Elle est tirée de l'Évangile selon Marc ;
- Samson et Dalila. Cette scène est située sur un des chapiteaux de l'une des petites arcatures, à droite de la façade. Cette scène raconte le deuxième épisode le plus populaire de la légende de Samson : celui de la trahison de Dalila. Dalila, une femme de Gaza, séduit le cœur de Samson. Elle endort sa vigilance et profite de son sommeil pour lui couper les cheveux. Or c'était dans sa splendide chevelure que Samson tirait sa force ;
- le combat de saint Georges contre le dragon. Cette scène se tient à proximité d'un personnage tenant une hostie dans la bouche et montrant ses parties génitales. Cette scène est située sur la voussure interne de la grande arcade de droite. Cette image a connu un grand succès en Occident au XIe siècle. Saint Georges est souvent représenté sous les traits d'un paladin, c'est-à-dire comme un seigneur de la suite de Charlemagne, à l'exemple de Roland, brave et chevaleresque. La scène représentée est la plus populaire de la vie de saint Georges. Elle est l'allégorie de la lutte du bien contre le mal, des apôtres contre l'hérésie. À partir du XVIe siècle, le culte de saint Georges et cette représentation disparaissent peu à peu, au moment où les combats singuliers à la lance et à l'épée cèdent la place aux armes à feu et notamment à l'artillerie ;
- une sirène. Cette sculpture, représentant une femme avec une queue de poisson, est visible sur un chapiteau près du portail. La sirène est le symbole par excellence de la luxure et de la tentation. L'iconographie de la sirène en Poitou renvoie aussi à la légende de la sirène de Lusignan ;
- un griffon. C'est un animal fabuleux dont la tête, les ailes et les pattes antérieures sont celles d'un aigle et dont le corps, la queue et les pattes postérieures sont celles d'un lion. Alliant la puissance terrestre du lion et l'énergie céleste de l'aigle, le griffon est le symbole de la double nature du Christ : humaine et divine. Il est aussi un symbole de la dualité qui existe en l'homme, tiraillé entre les biens terrestres et la sagesse spirituelle ;
- une scène d'acrobatie. Cette scène est située sur la voussure inférieure de l'arcature de gauche. Sur un claveau, une femme marche en équilibre sur la tête. Sur un autre claveau, un musicien l'accompagne de sa viole. De chaque côté, des spectateurs plus gros, en buste, regardent la scène. Cette dernière représente-t-elle un mystère joué devant le parvis de l'église ? Est-elle le symbole de la maitrise du corps physique par l'esprit et la sagesse ? Ou, peut-être, tout simplement une représentation d'une scène de la vie quotidienne, montrant des saltimbanques un jour de fête ou de foire ;
- une chouette attaquée par de petits oiseaux. Cette scène est sculptée sur un des chapiteaux du centre de l’arcature de droite. Cette iconographie symbolise le peuple juif (la chouette), aveugle, car il n'a pas reconnu le Messie, qui est tourné en dérision par les chrétiens (les petits oiseaux) ;
- un moissonneur et un serpent. Cette scène se situe sur un des chapiteaux de gauche de l'arcature de droite.

#### Le premier étage de la façade

##### L'arcature centrale

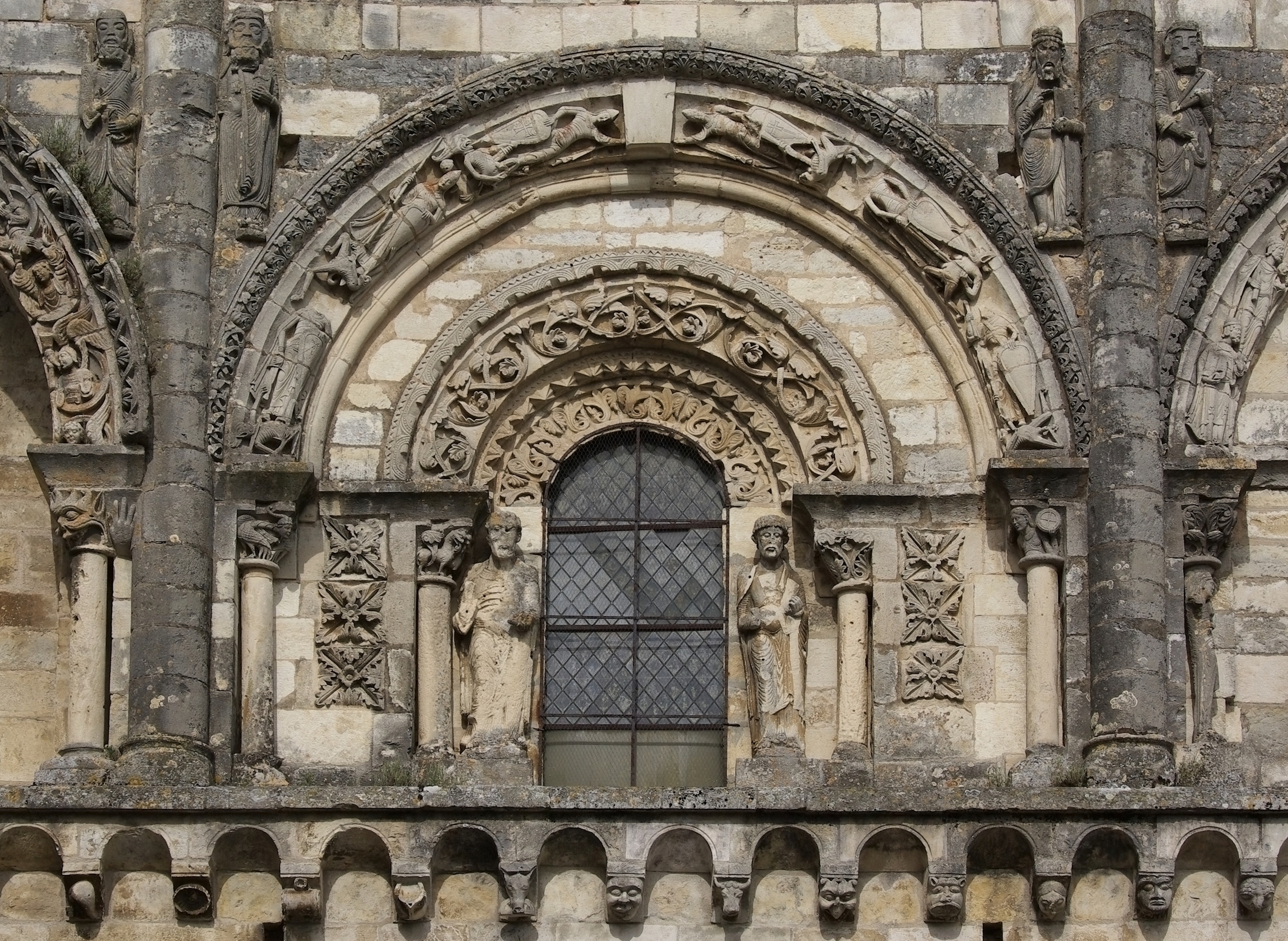
L'arcature centrale du second niveau.

L'arcature centrale abrite une baie d'axe en plein cintre. Elle est plutôt petite mais deux séries de voussures la mettent en valeur. La première est décorée de palmettes et de rinceaux. La deuxième évoque le thème emprunté au poète latin Prudence, de la psychomachie, c'est-à-dire du combat des vertus et des vices. Les vertus sont représentées par des chevaliers au nombre de six, portant casque, cotte de mailles et bouclier pointu comme ceux représentés sur la tapisserie de la reine Mathilde à Bayeux. Certains boucliers sont marqués d'une croix. Les chevaliers, de leur lance, transpercent des diablotins squelettiques. Autant les chevaliers ont une pose hiératique, autant les diablotins sont contorsionnés et convulsionnés. Certains diables se suicident avec leur épée. Au Moyen Âge, la gesticulation est mal perçue. Le « gesticulateur » est un possédé du diable. Cette scène peut être vue aussi à l'église Saint-Pierre d'Aulnay et à l'église d'Argenton-Château.
Les deux voussures reposent sur des chapiteaux qui représentent, à gauche deux sirènes-oiseaux à tête unique et deux quadrupèdes affrontés et à droite, un buste de femme tenant deux disques ornés de croix. Cette sculpture symboliserait l'Église présentant au monde l'Eucharistie.
La fenêtre est entourée d'une statue de saint Paul à gauche et de saint Pierre à droite.

##### L'arcature de gauche

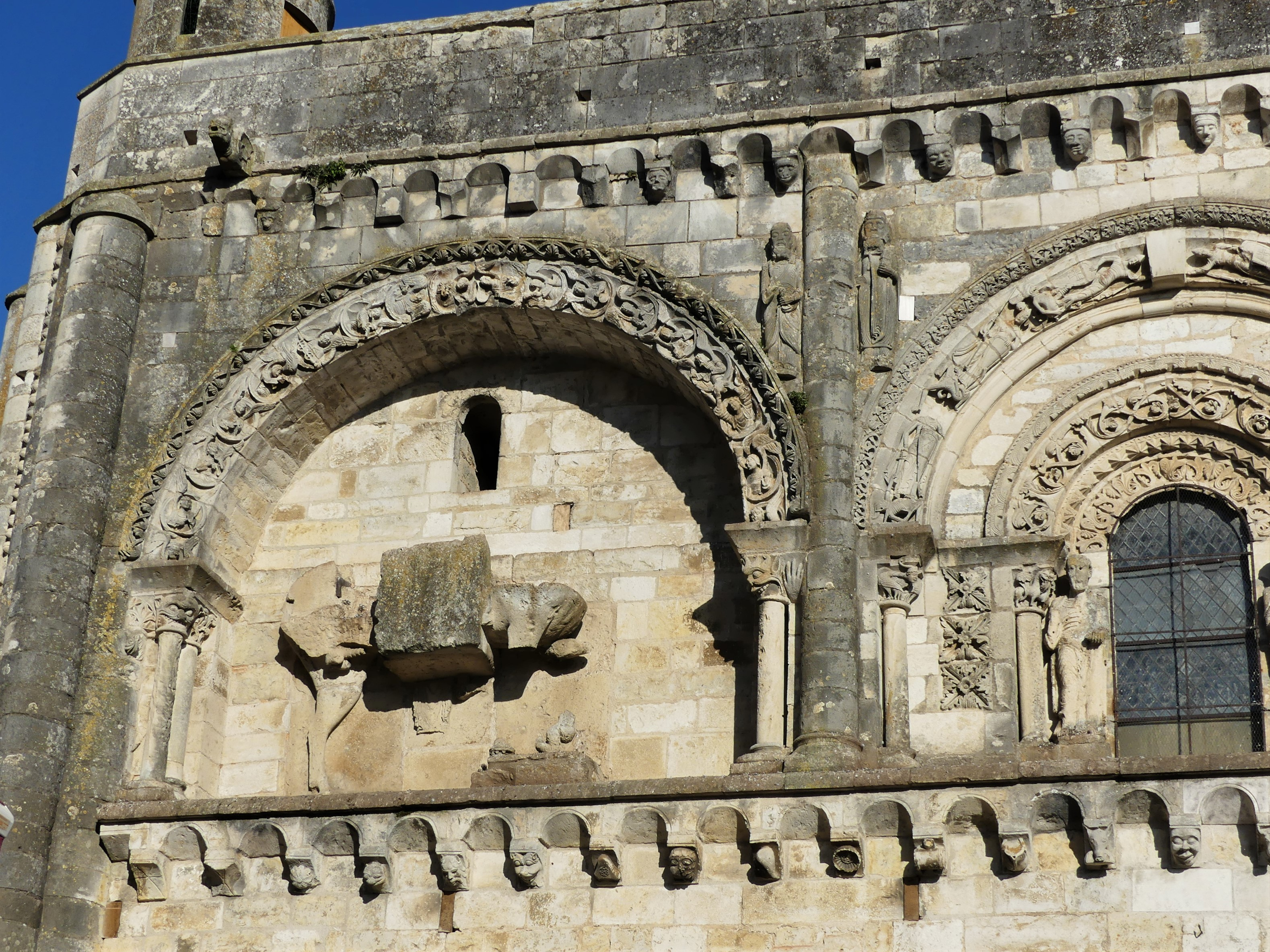
L'arcature de gauche du second niveau.

L'arcature de gauche représente des anges louant Dieu avec des instruments de musique du XIIe siècle. En dessous était placée une statue équestre, très mutilée pendant les guerres de Religion que les historiens, notamment Émile Mâle, ont longtemps supposé représenter l'empereur Constantin Ier. En effet, pour Émile Mâle, les clercs et les pèlerins allant à Rome avaient vu devant l'église du Latran, qui était l'église du Pape avant la construction de la basilique Saint-Pierre, la statue équestre de l'empereur Marc Aurèle. Sur celle-ci, une inscription mal interprétée la faisait passer pour celle de Constantin le Grand, premier empereur à avoir associé l'église chrétienne à son pouvoir, symbolisant l'alliance du pouvoir temporel au pouvoir spirituel. Il est l'archétype du « Roi Très Chrétien ». Ceci peut expliquer que plus de 30 façades poitevines et plus de 60 façades d'églises en France soient ornées d'un cavalier. En fait, il s'agirait du Christ en Roi des Rois et le petit personnage au sol incarnerait le paganisme vaincu.
La voussure principale est sculptée de 18 anges aux ailes déployées qui semblent sortir de médaillons. Ils ont tous des attitudes différentes et jouent d'instruments de musique différents : viole, flûte de pan, clochette, flûte, vielle, olifant, harpe trigone, tympanon, triangle ou sistre. Ces anges jouent un concert qui célèbre le triomphe de la Foi.
Sur le cordon externe se succèdent tiges perlées entrelacées, feuilles, palmettes avec une petite tête d'animal à chaque extrémité.
De part et d'autre, les chapiteaux des colonnettes représentent des gloutons, ces monstres qui avalent le fut de la colonne. Le glouton saintongeais est un symbole de menace qui peut peser sur tout pilier de l’Église. C'est l'anti-Atlante. Le glouton porte le nom aussi de Grande-Goule, Engouleur ou Bouffe-colonne. Le plus beau est visible sur l'église d'Échillais.
À côté du chapiteau de la colonnette de droite, figure une main dont les doigts sont dirigés vers le haut et dont la signification est inconnue.

##### L'arcature de droite

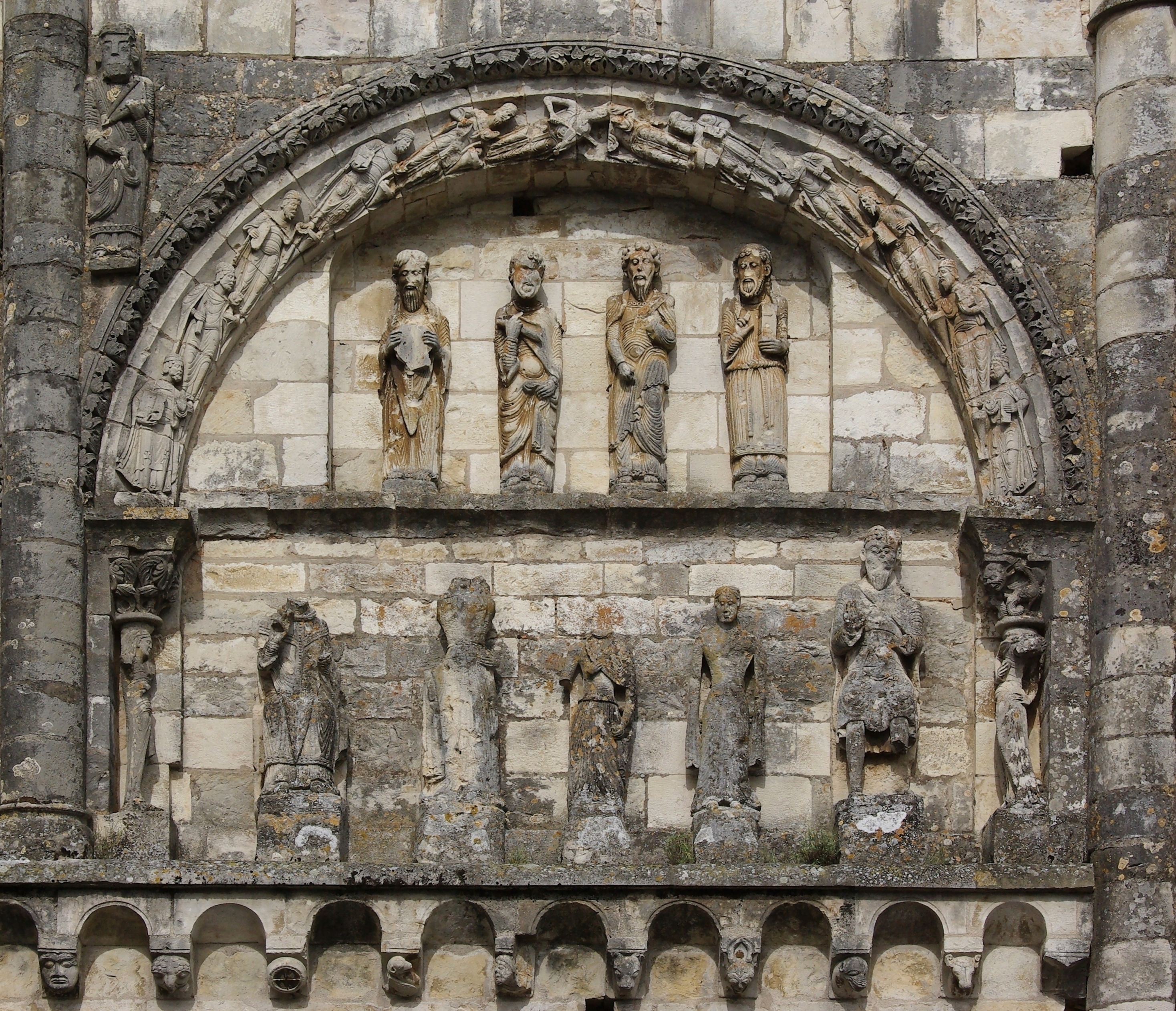
L'arcature de droite du second niveau.

L'arcature de droite est supportée par deux statues-colonnes représentant la musique et la danse. Sur l'arcature elle-même sont sculptés les Vieillards de l'Apocalypse. Ils sont au nombre de douze, avec des attitudes variées. Ils portent à la main différents objets : livre, parchemins... et font un signe de bénédiction de l'autre main. Un des vieillard présente, de ses deux mains, un livre ouvert vers le spectateur. Un autre, à gauche de la clé de voute de l'arc, a une viole. Ils entourent deux registres de statues : en haut quatre personnages tiennent des livres ou des phylactères. Il s'agirait soit de prophètes, soit d'Apôtres, soit d'Évangélistes, et en bas la légende de saint Nicolas de Myre (vers 270 - 342), patron de l'église, sauvant trois jeunes filles.
La popularité de saint Nicolas de Myre, né en Asie Mineure, ne s'est jamais démentie durant tout le Moyen Âge, aussi bien d'ailleurs dans l'église grecque que dans l'église latine. Douze autres églises du département de la Vienne ont ou ont eu le même patronage. Sa légende s'est emparée très vite de lui et en fait un personnage fabuleux. C'est l'un des épisodes les plus connus de sa légende : trois jeunes filles pauvres étaient destinées à la prostitution par leur père. Nicolas les a dotées en leur offrant une bourse pleine d'or qui permit de les marier honorablement. C'est cette légende qui serait à l'origine de saint Nicolas distribuant des cadeaux au moment de Noël.
Il ne s'agit pas, ici, de la représentation vivante d'une action mais plutôt d'une évocation à travers des personnages statiques. L'influence du gothique naissant se sent.

#### Le clocher et le chevet

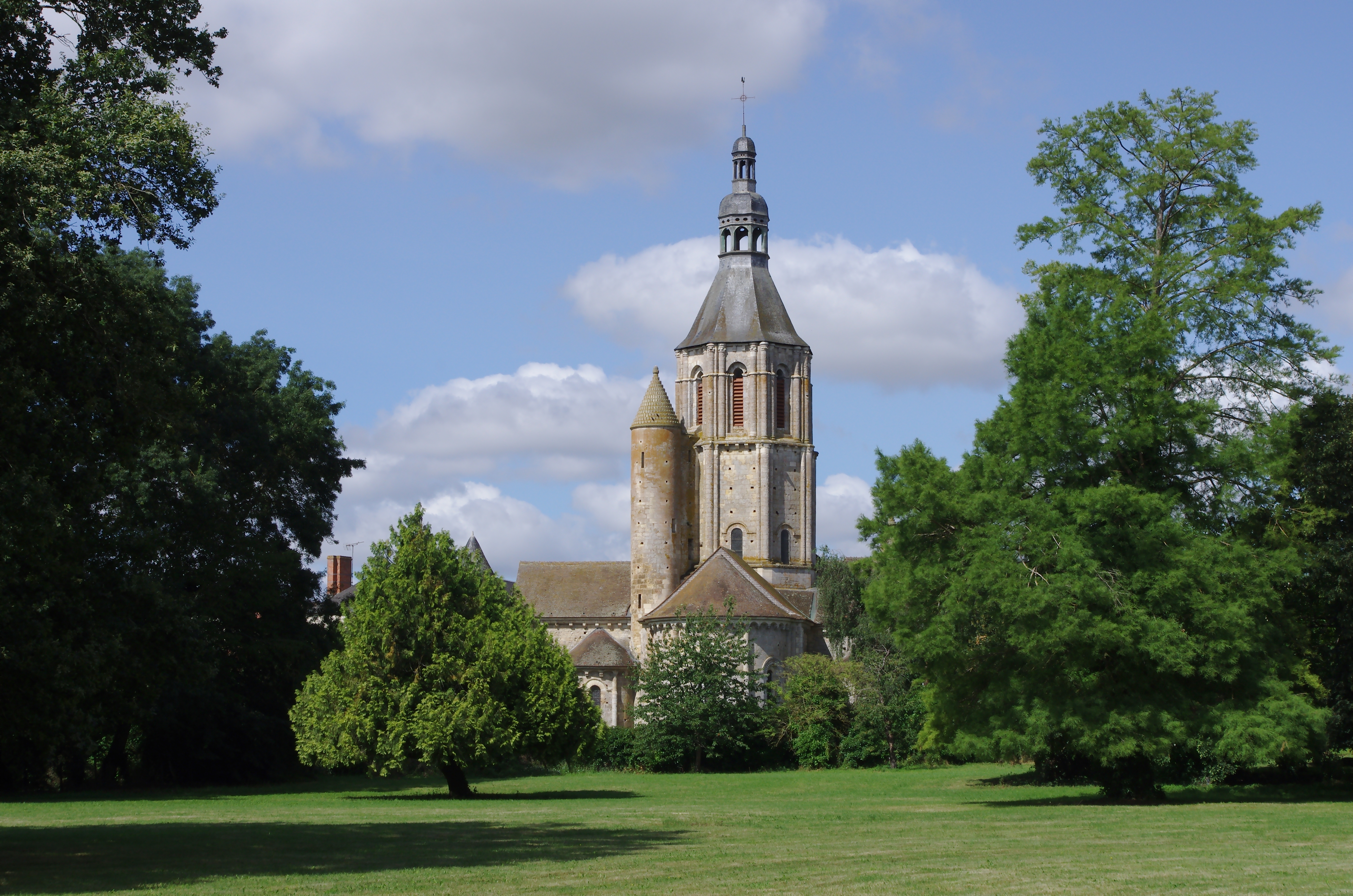
Le clocher.

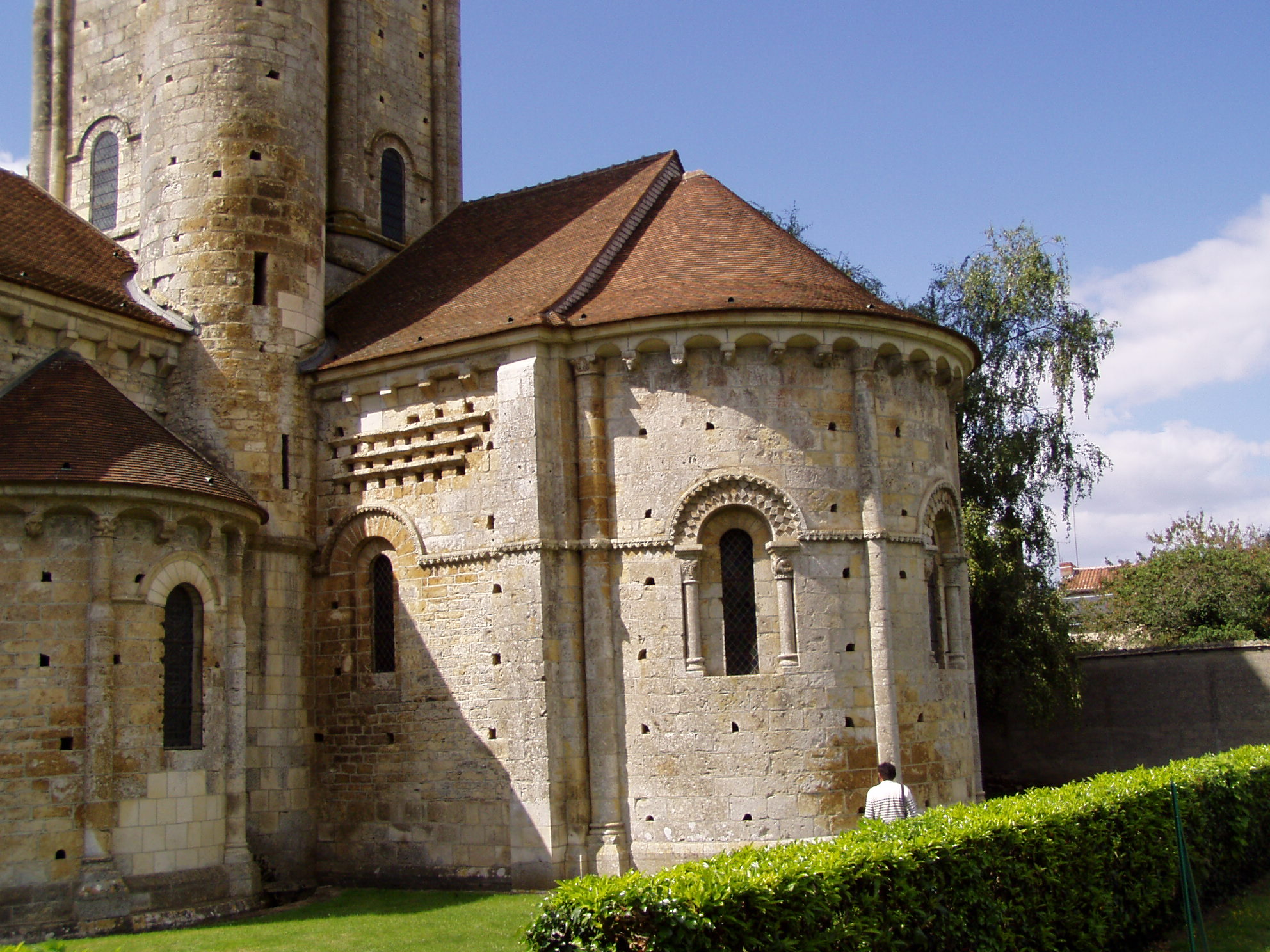
Le chevet.

Le clocher est une tour-lanterne octogonale située à la croisée du transept. Elle abrite une lanterne à six fenêtres et une belle coupole. Le double lanternon qui la surmonte est moderne.
Le chevet de l'église, très orné, peut-être admiré depuis le jardin du presbytère.
L'abside et les absidioles sont très décorées. Une frise de pointes-de-diamant se développe tout autour de l'abside au niveau des arcs des trois baies. Celles-ci sont encadrées de colonnettes et ornées de billettes, de losanges, de cylindres en bout.
Un chapiteau situé à côté de la baie de la quatrième travée de la nef représente avec fantaisie deux éléphants.

### Aspect intérieur
L'église mesure à l'intérieur, 45,50 mètres de long pour 16 mètres de large.
L'intérieur comprend :

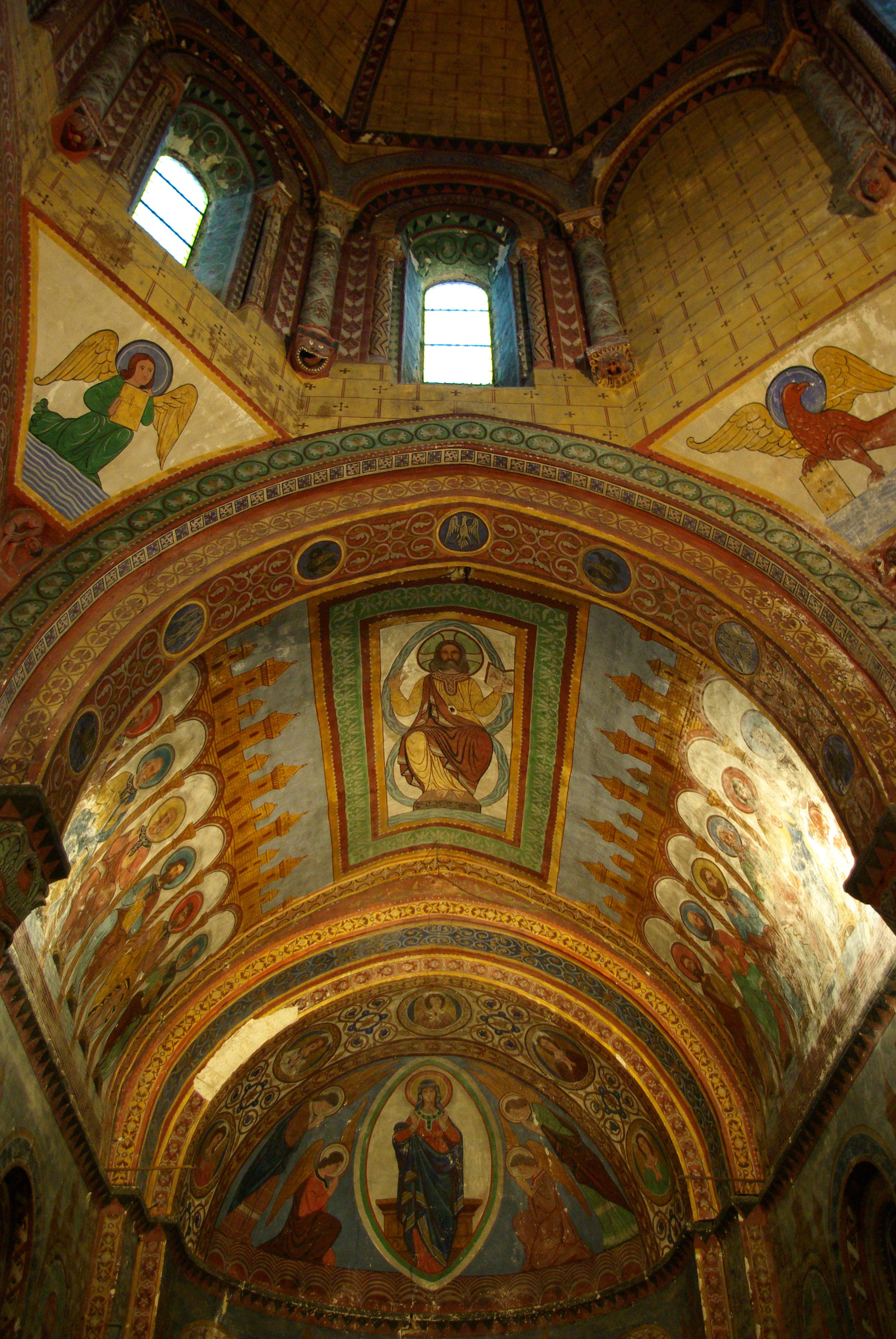
Le plafond du chœur.

- une nef centrale de quatre travées flanquée de deux collatéraux presque aussi élevés que le vaisseau central ;
- un transept saillant avec deux absidioles ;
- une croisée du transept surmontée d'une tour-lanterne octogonale :
- un chœur d'une travée terminé par une abside en hémicycle à trois fenêtres.

La voûte est en berceau brisé, les murs latéraux sont renforcés par de grands arcs de décharge. Un banc de pierre court le long des murs.
La première travée de la nef est plus longue que les trois autres. Les travées de la nef diminuent de largeur de l'ouest vers l'est et sont aussi de hauteur décroissante.
Le carré du transept est limité par de puissants arcs brisés et éclairé par une tour-lanterne. C'est le seul exemple en Poitou avec celle de l'abbatiale Saint-Sauveur de Charroux. Les pendentifs triangulaires de la coupole sont plats, comme c'est souvent le cas en Limousin. Chaque pendentif est souligné par une figure grotesque : atlantes, équilibristes, tête de taureau.
L'intérieur a été entièrement repeint en 1865 par Pierre Amédée Bouillet, mais on peut encore admirer sur le bras du transept sud une fresque du XIVe siècle représentant trois épisodes de la légende de saint Gilles.
- À droite, saint Gilles vit en ermite dans la forêt avec un cerf apprivoisé. Au cours d'une chasse, un seigneur tire sur le cerf et blesse saint Gilles.
- À gauche, saint Gilles vit dans son monastère. Un roi a commis un grave péché qu'il n'ose confesser. Pendant une messe, un ange remet à saint Gilles un rouleau sur lequel est inscrit le péché du roi. Le roi, à genoux devant saint Gilles, reçoit de lui l'absolution.

Les peintures du XIXe siècle représentent une Vierge en majesté dans le chœur et un Christ en gloire avec le tétramorphe sur la voûte. Les Apôtres sont représentés sur les murs.
La nef et les collatéraux sont couverts de motifs décoratifs inspirés de deux anciennes bandes ornementales conservées sur la voûte.
Les chapiteaux polychromes dans la nef sont sculptés.

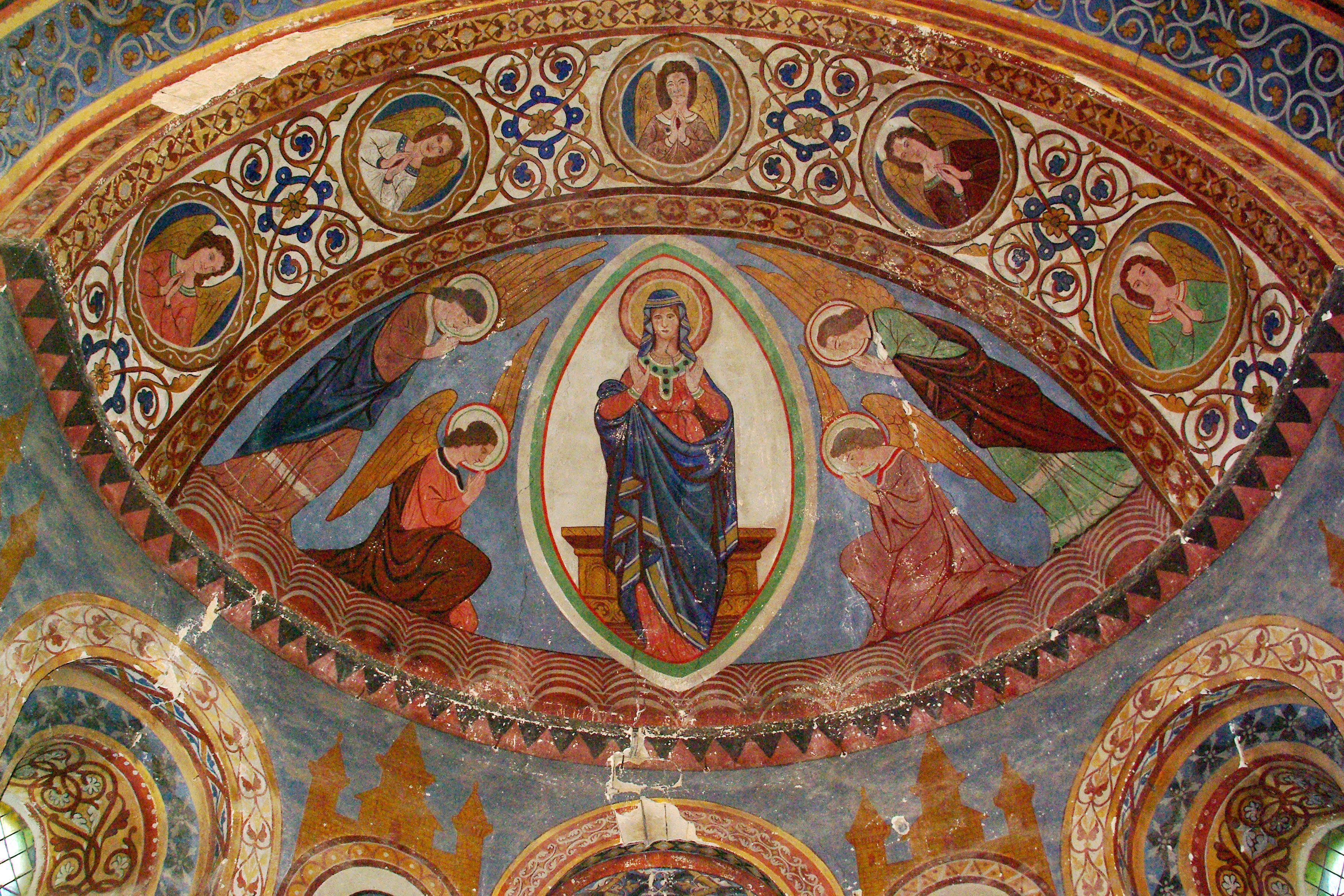
Le plafond du chœur.
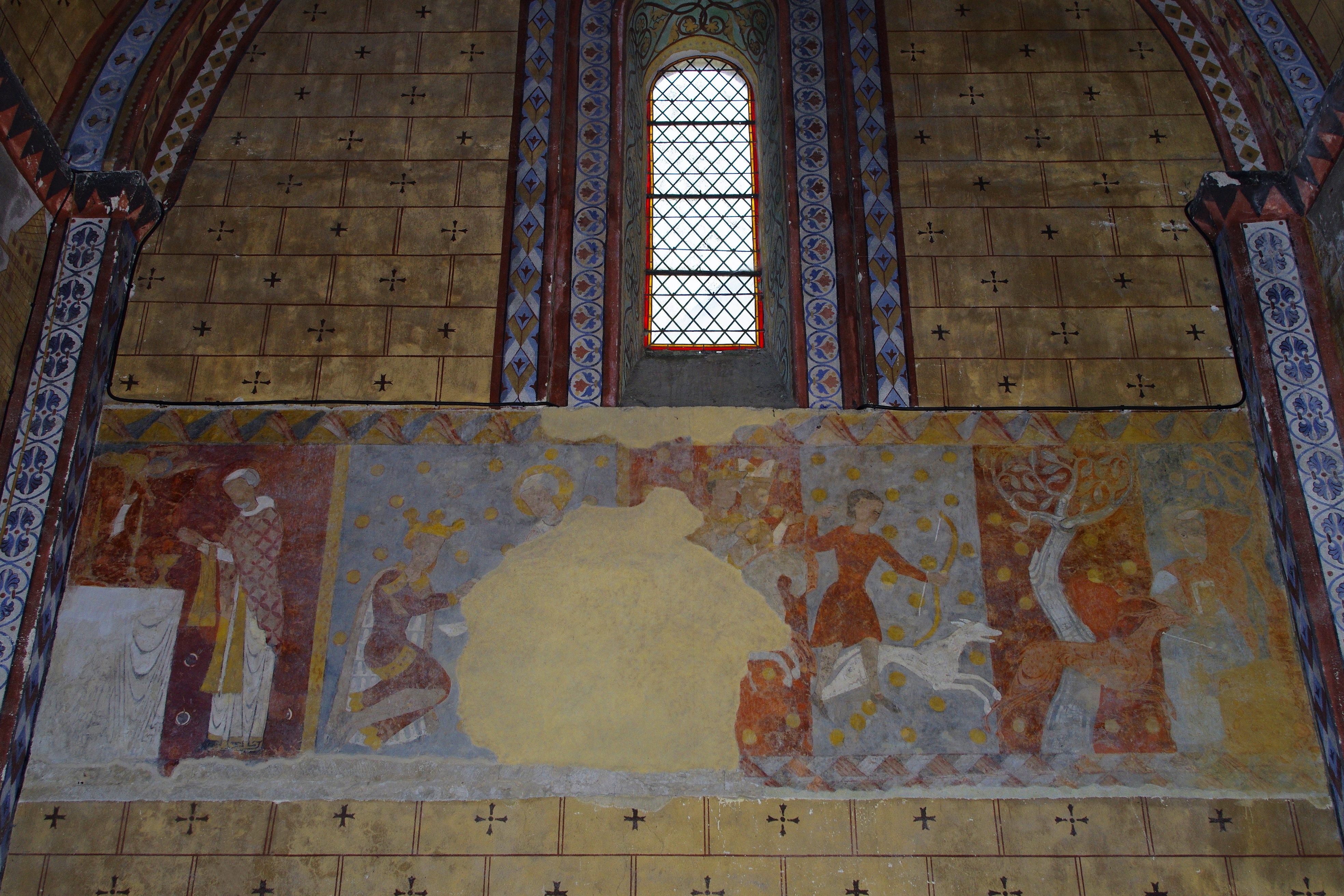
Fresque : épisodes de la vie de saint Gilles.
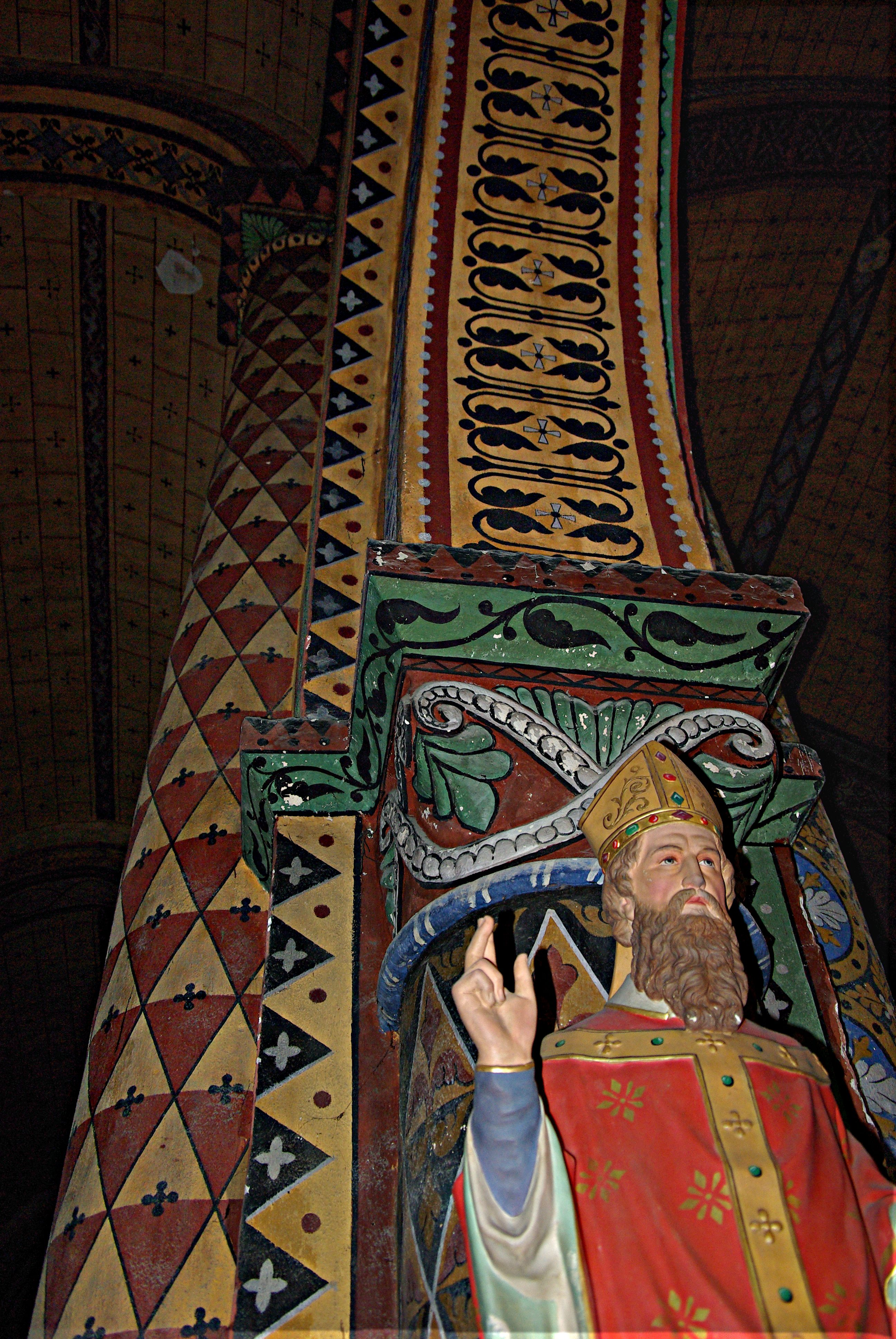
Statue et peintures.
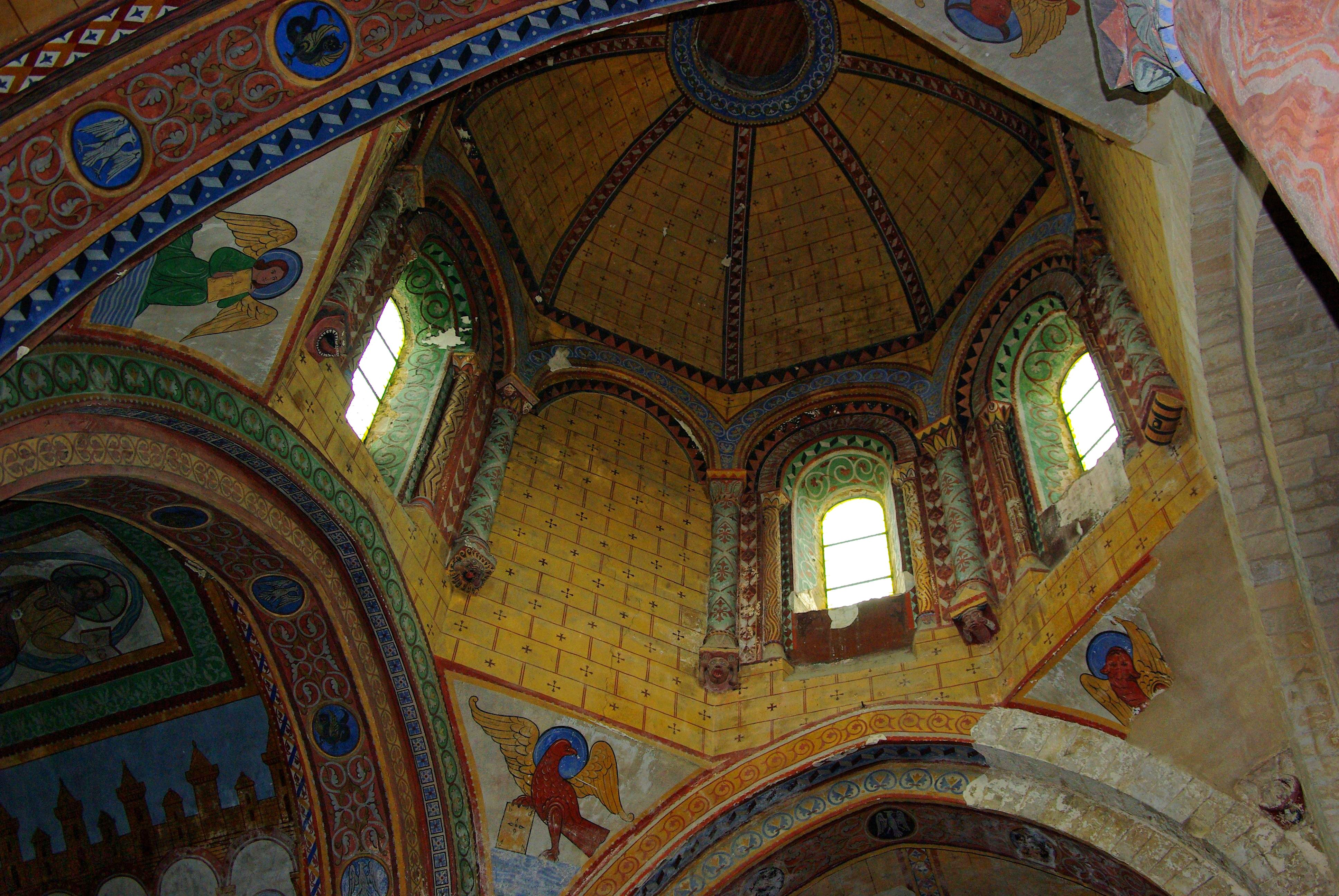
L'intérieur de la tour-lanterne.
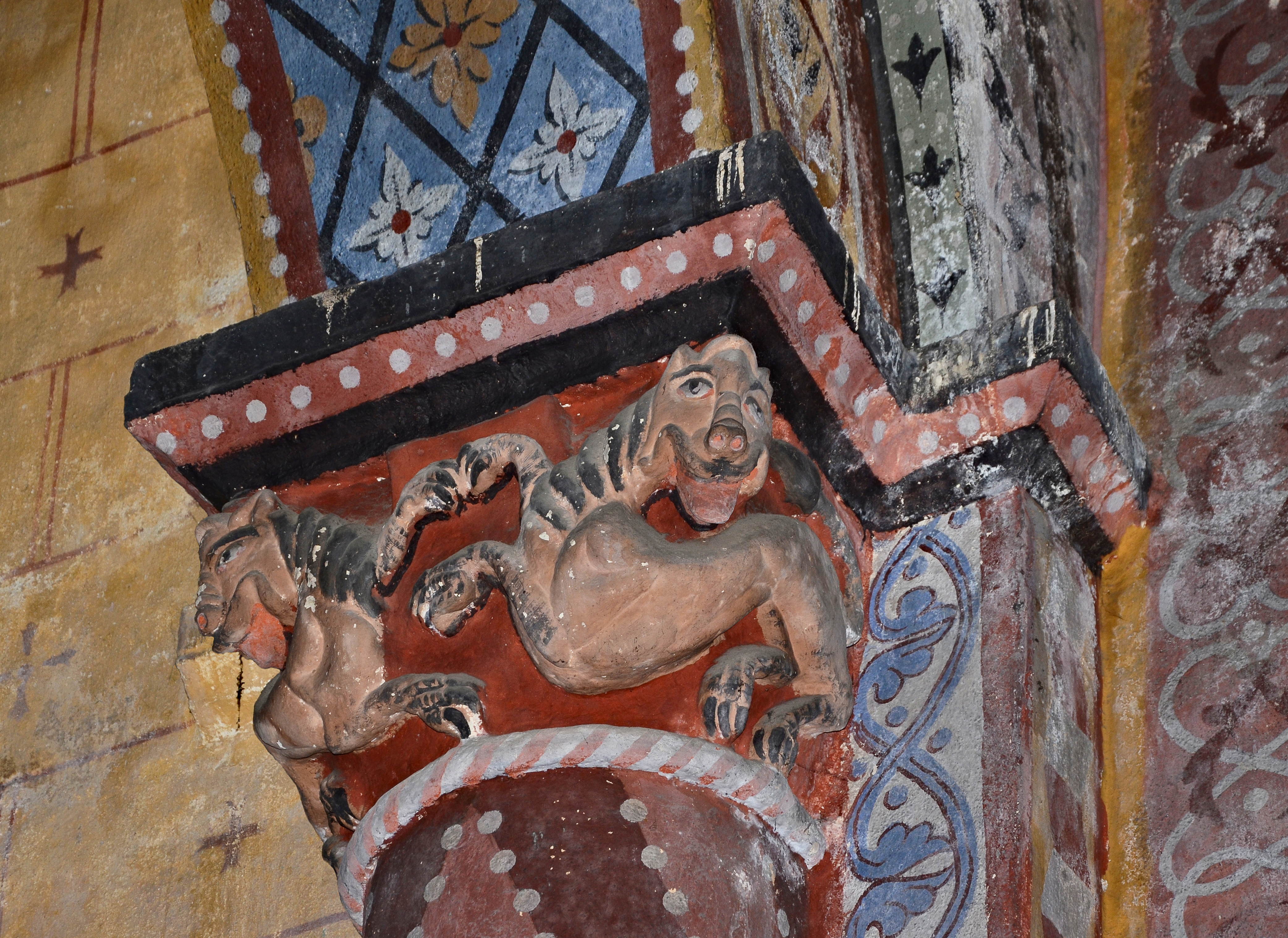
Chapiteau polychrome.